# Gotthardmassiv
Das Gotthardmassiv oder Sankt-Gotthard-Massiv (italienisch Massiccio del San Gottardo, rätoromanisch Munt Avellinⓘ, französisch Massif du Saint-Gothard) ist ein Gebirgsmassiv der Schweizer Alpen in der Region Zentralschweiz. Es ist nach dem Gotthardpass benannt, welcher wiederum den Namen des hl. Godehard von Hildesheim trägt.
Das Gotthardmassiv liegt an der Grenze der Kantone Graubünden, Tessin, Wallis und Uri.

## Zum Begriff des Gotthardmassivs
Gotthardmassiv ist ein ursprünglich petrologisch-tektonischer Begriff (Massiv im Sinne einer kompakten Gesteinsmasse), der schon in der frühen – geologisch orientierten – Alpenforschung des beginnenden 19. Jahrhunderts eingeführt wurde.
Weil auch die Geomorphologie den Begriff des Massivs für sich verwendet (im Sinne einer scharf umgrenzten, in sich wenig gegliederten Bergformation), hat die Bezeichnung auch Eingang in andere Fachgebiete gefunden. Die Gegend bildet das Herz der Zentralalpen; von hier streben vier der grossen Alpenflüsse (Rhein, Reuss–Aare, Rhone, Ticino) in alle Himmelsrichtungen und bilden orographisch fundamentale Gliederungen des Alpenbogens.
Auch nach der traditionellen schweizerischen Usanz, Gebirgsgruppen der Alpen nach Kantonen zu benennen, nimmt die Berggruppe im Vierkantonseck eine Sonderstellung ein, sodass die Bezeichnung in der Landesgeographie üblich geworden ist.

## Abgrenzung und Einordnung
Je nach geographischem Konzept werden die Grenzen und die Einordnung des Gotthardmassivs unterschiedlich gesehen.

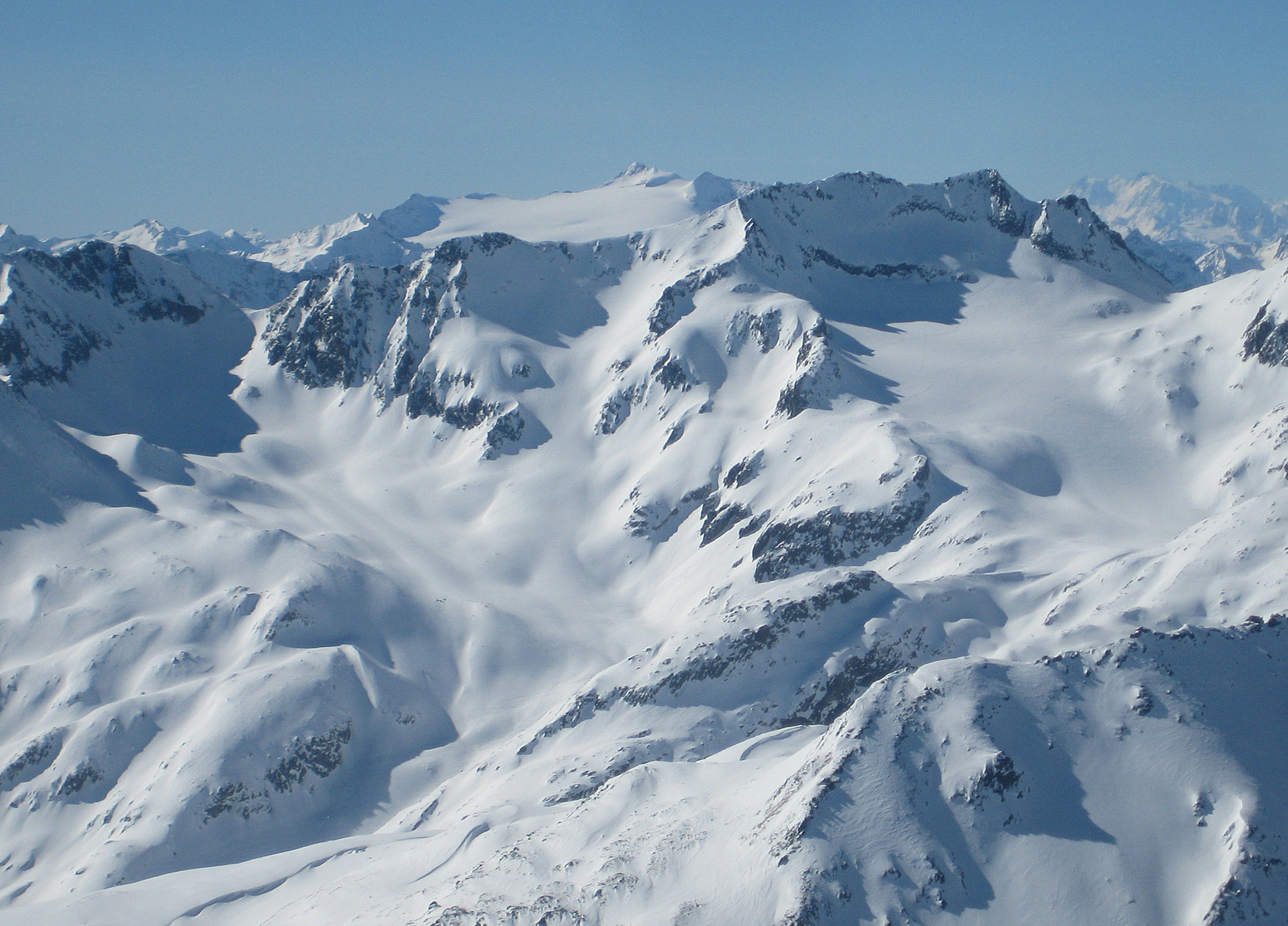
Kern des östlichen Gotthardmassivs am Pizzo Centrale (Blick Südwesten)

Relativ übereinstimmend ist bei allen räumlichen Modellen das Kerngebiet, das sich auf gut 20 Kilometer Länge zwischen dem Furkapass (2429 m ü. M.) im Westen über den Gotthardpass (Passo del San Gottardo 2106 m ü. M.) bis zum Oberalppass (Alpsu, 2044 m ü. M.) im Nordosten erstreckt, und einerseits in den Muttenhörnern (Grosses 3099 m ü. M.) und andererseits im nach seiner Lage benannten Pizzo Centrale (2999 m ü. M.) kulminiert.

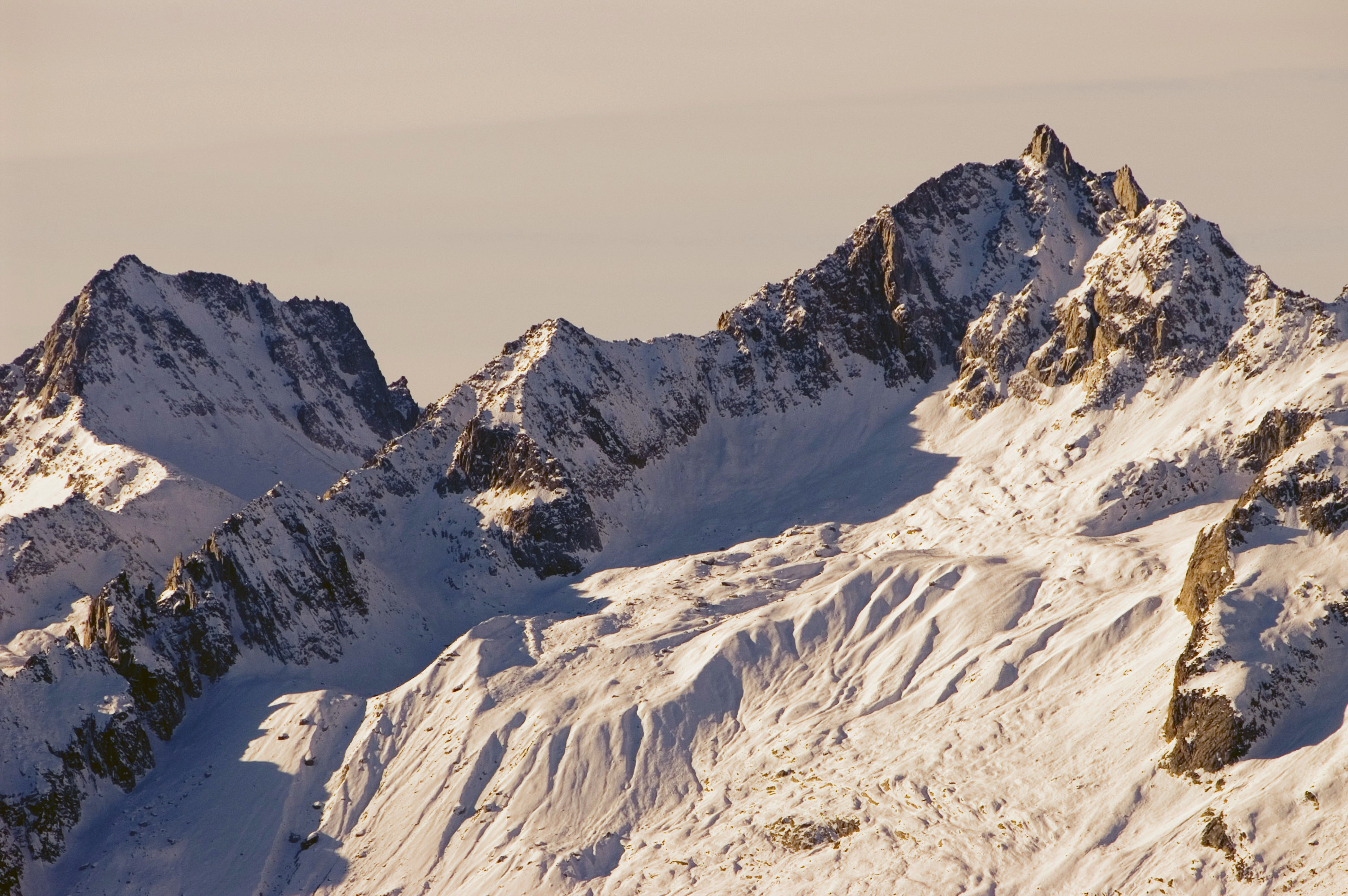
Pizzo Rotondo

Im Westen lässt sich orographisch gesehen die Grenze bis an den Nufenenpass (Passo della Novena, 2478 m ü. M.) ausdehnen, wodurch hier der Pizzo Rotondo (3192 m ü. M.) der höchste Punkt ist. Das Massiv im Sinne der Geologie erstreckt sich aber bis Brig-Glis im Oberwallis, daher findet auch die Monte Leone-Gruppe (im weiteren Sinne, Simplongruppe) bis an den Simplonpass 2009 m ü. M. mit dem Monte Leone (3552 m ü. M.) bei dieser Gruppe genannt, die dann aber schon weit ins Italienische bis vor Domodossola reicht. Moderne Konzepte der Alpengliederung sehen einen erweiterten Monte-Leone–Sankt-Gotthard-Zug vor (SOIUSA).

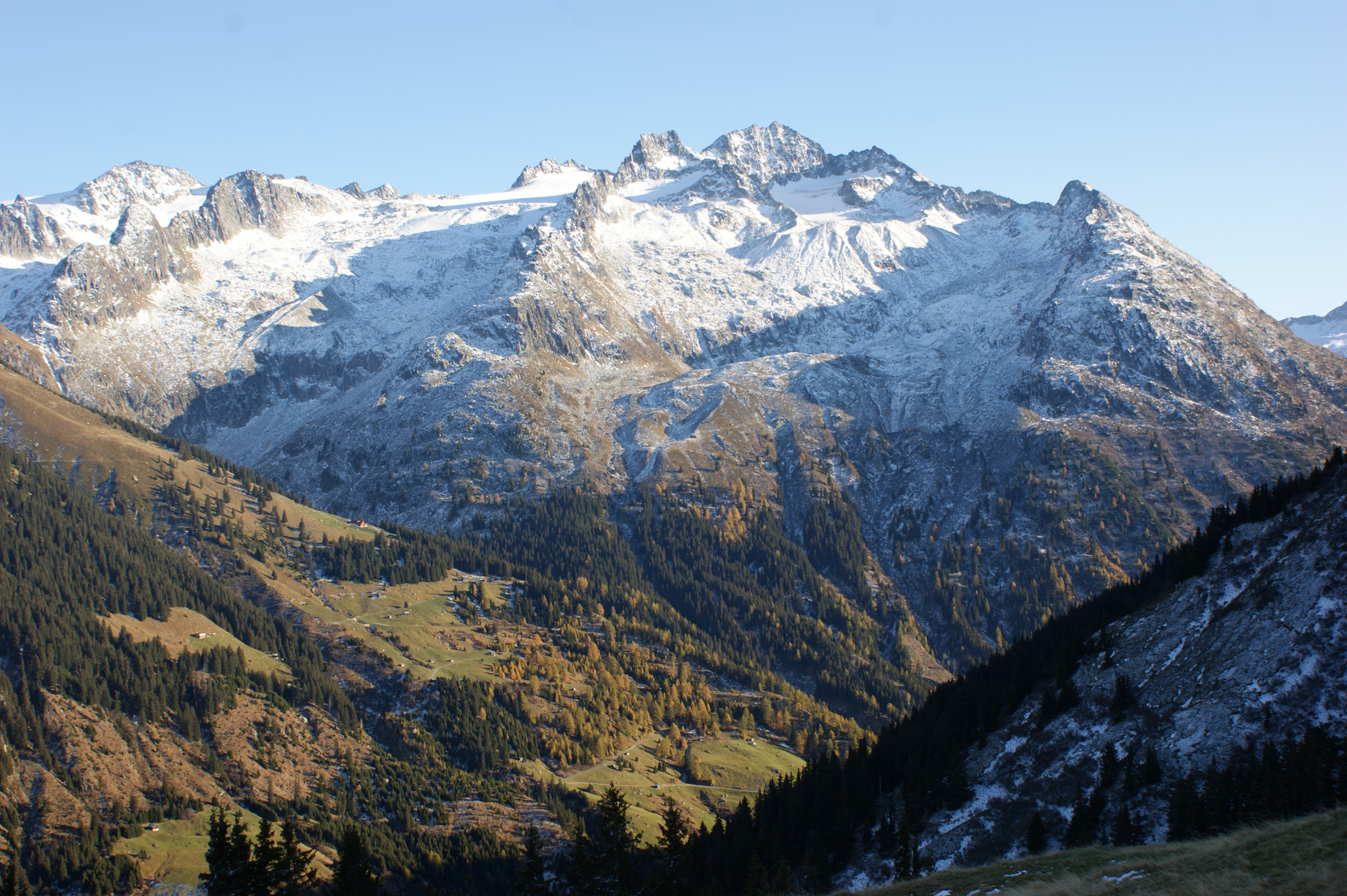
Piz Medel bei Disentis (auch bei den Bündner Alpen geführt)

Im Osten bietet sich der Lukmanierpass (Passo del Lucomagno, Pass dil Lucmagn, 1915 m ü. M.) als Begrenzung an, dann mit dem Piz Gannaretsch (3040 m ü. M.) als höchstem Punkt des Ostteils. Geologisch läuft das Gotthardmassiv aber ebenfalls noch weiter, bis Übersaxen schon tief im Tal des Vorderrheins. Daher findet sich auch der Greinapass (Passo della Greina, Pass Crap 2354 m ü. M.) als Grenze, und der Piz Medel (3210 m ü. M.) als höchste Erhebung (Diener).
Geologisch hört das Massiv nördlich in der Ursern (Reussquelltal) am Nordfuss des Gotthardpasses auf. Die meisten Beschreibungen verwenden die orographisch charakteristische Linie Goms (Rhone/Rotten) – Ursern – Surselva (Vorderrhein), doch rechnen manche an Talungen orientierte Gebirgsgliederungen die Berge nördlich (Dammagruppe) noch dazu, womit die Gruppe im Dammastock (3630 m ü. M.), an dem die Rhone ihren Ursprung hat, ihren höchsten Punkt findet.

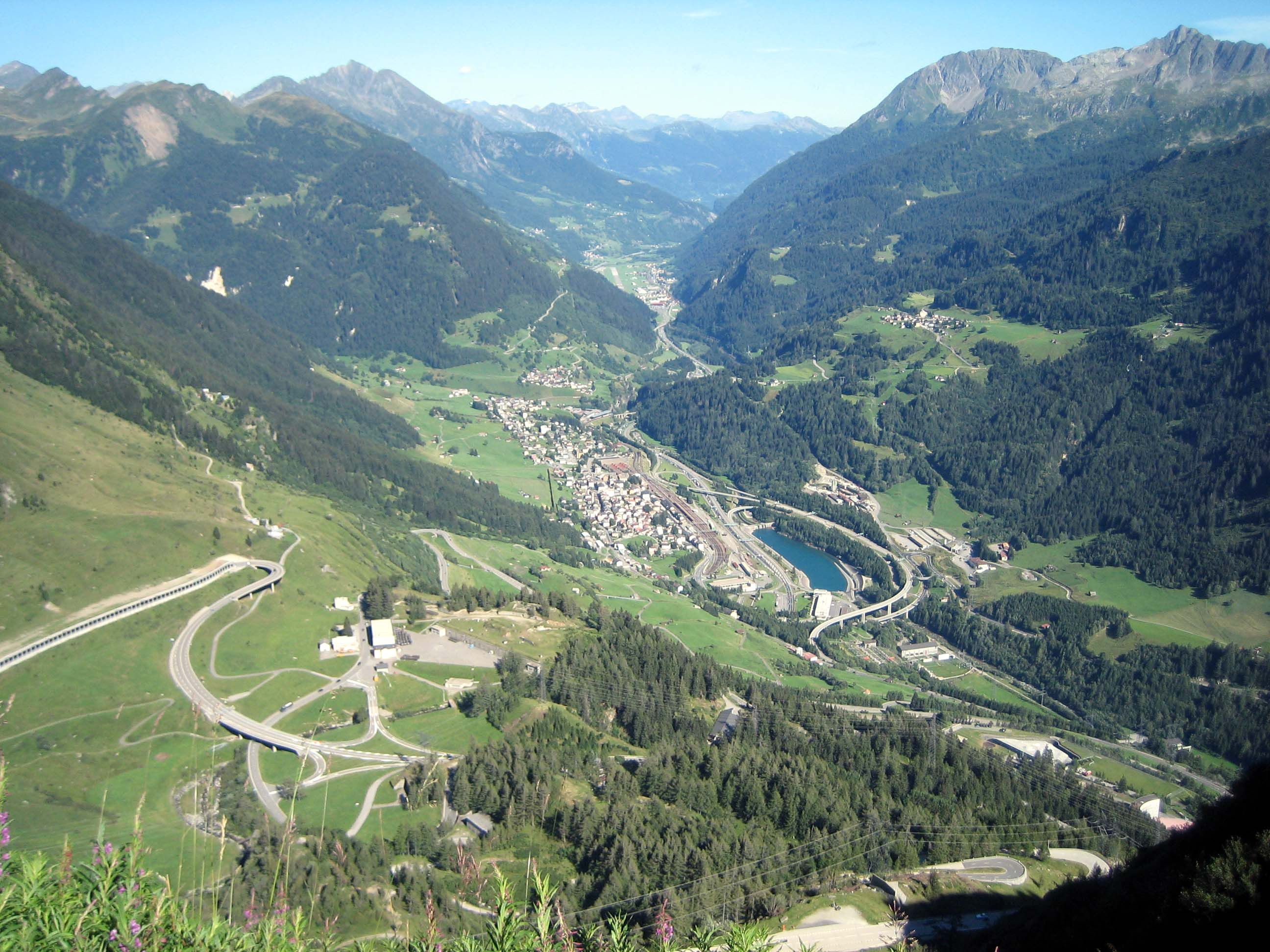
Der Südfuss bei Airolo (links im Bild, Blick Südosten mit Pizzo del Sole)

Als eindeutige Südgrenze gilt das Val Bedretto (Ticinoquelltal) bei Airolo. Geologisch läuft die Südgrenze dann aber über das vom Ritomsee ostwärts streichende Pioratal (dem folgt in etwa der SAC). Orographisch bliebe hier der südstreichende, schon relativ wenig hohe Kamm zwischen Valle Leventina und Val di Blenio (Pizzo del Sole 2773 m ü. M.) übrig, der dann oft zum Gotthardmassiv dazugerechnet wird (Diener, SOIUSA).
Auch innerhalb des Gesamtbaues der Alpen hat die Gruppe eine Sonderstellung, denn hier treffen sich der Alpenhauptkamm – der in den Westalpen wie auch den Ostalpen einen relativ eindeutigen Verlauf hat – und der in der Schweiz durch die Rhone-Rhein-Furche zwischen Martigny und Chur abgesetzte Nebenkamm, in dem die 4000er der Zentralschweiz zu finden sind, und der als solcher als Zentralkamm gesehen wird. Die Europäische Hauptwasserscheide läuft über den Gotthardpass. Viele Gliederungen der Alpen rechnen diese Gruppe deshalb schon zur Alpensüdseite oder zumindest dem inneren (italienseitigen) Alpenbogen und stellen das Gotthardmassiv zusammen mit den Tessiner Alpen zu den Lepontinischen Alpen (Diener, SOIUSA), andere aber zu den Zentralschweizer Alpen (SAC), wieder andere führen sie aus demselben Grund gänzlich eigenständig (SAC Modern).
Insgesamt finden sich also folgende Umgrenzungen verbreiteterer Systeme (Talungen kursiv, für die streng orographischen Systeme die Hoch- und Tiefpunkte der Umgrenzung mit Höhenangabe):
- Die in der Schweiz landesübliche Einteilung des Schweizer Alpen-Clubs (SAC) gibt das Gebiet Gotthard (höchster Gipfel: Pizzo Rotondo 3192 m ü. M.) als Untergruppe (D.3) der Zentralschweizer Alpen oder völlig eigenständig (GO) in relativ engen Grenzen:[1]
  - im Westen/Nordwesten: Ulrichen VS – Obergoms bis Gletsch → zu den Ostberner Alpen (Gebiet Grindelwald–Grimsel, BE 5/B.5)
  - im Norden: Gletsch – Furka – Ursern bis Andermatt UR → zum Gebiet Göscheneralp–Furkapass–Grimsel (UR 2/D.1.c)
  - im Nordosten: Andermatt – Oberalp – Surselva bis Disentis/Mustér GR → zu den Osturner Alpen (Gebiet Oberalpstock und Windgällen, UR O/D.1.b)
  - im Osten: Disentis – Val Medel bis zum Lukmanier → zum Gebiet Lukmanier–Domleschg (GR 2/E.2)
  - im Südosten: vom Lukmanier westwärts[4] bis Airolo TI → zum Gebiet Piora–Pizzo di Claro (TI 3/F.3)
  - im Süden: Airolo – Val Bedretto bis Bedretto → zum Gebiet Cristallina–Sassariente (TI 2/F.2)
  - im Südwesten: von Bedretto das Val Bedretto weiter zum Nufenen → zum Gebiet Gridone–St. Gotthardpass (F1/TI 1)
  - im Südwesten/Westen: Nufenen – Ägenetal nach Ulrichen → zum Gebiet Simplon–Nufenenpass (VS 6/C.6)

- Die von alters her im nichtschweizerischen deutschsprachigen Raum verbreitete Gliederung nach Carl Diener (1891) etablierte eine Gotthard-Gruppe (höchster Gipfel: Piz Medel, 3210 m ü. M.) als Teil der Lepontinischen Alpen im Inneren Gneisalpenzug in relativ weiten Grenzen:[3]
  - im Westen/Nordwesten: Ulrichen (1346 m ü. M.) – Gletsch → zur Finsteraarhorn-Gruppe der Berner Alpen
  - im Norden: Gletsch – Furka (2429 m ü. M.) – Andermatt (1447 m ü. M.) → zur Damma-Gruppe der Berner Alpen
  - im Nordosten: Andermatt – Oberalp (2044 m ü. M.) – Surselva bis Sumvitg (Surrein 897 m ü. M.) → zur Tödi-Gruppe der Glarner Alpen
  - im Osten: Val Sumvitg – Passo della Greina (2354 m ü. M.) – Val Camadra nach Olivone – Val di Blenio nach Biasca (303 m ü. M.) → zur Rheinwaldhorn-Gruppe der Adula-Alpen
  - im Süden: Biasca – Valle Leventina über Airolo – Val Bedretto bis Paltano[5] → zu den Tessiner Alpen (Teil der Lepontinischen Alpen)
  - im Südwesten/Westen: Paltano – Nufenen (2478 m ü. M.) – Ulrichen → zur Simplon-Gruppe der Lepontinischen Alpen

Die Konzepte der Nachbargruppen entsprechen meist grob denen des SAC.

- Nach der modernen systematischen SOIUSA-Kategorisierung bildet das Gotthardmassiv, auch als Rotondo–Centrale–Piz-Bals-Kette genannt (um das genauere Konzept klarzustellen) die Übergruppe (Supergruppe) B (volle Bezeichnung 10.I.B) in den Monte-Leone–Sankt-Gotthard-Alpen (10.I) als Sektion der Lepontinischen Alpen (10). Der Umfang steht zwischen den vorgenannten (die Nachbargruppen sind ebenfalls Supergruppen):[2]
  - im Westen/Nordwesten: Ulrichen (1346 m ü. M.) – Gletsch → zur Kette Finsteraarhorn–Oberaarhorn–Galmihorn (12.II.A) der Berner Alpen (im engeren und weiteren Sinne)
  - im Norden: Gletsch – Furka (2429 m ü. M.) – Andermatt (1447 m ü. M.) → zur Kette Dammastock–Sustenhorn (12.I.A) der Urner Alpen (Berner Alpen i. w. S.)
  - im Nordosten: Andermatt – Oberalp (2044 m ü. M.) – Surselva bis Disentis (1142 m ü. M.) → zur Kette Oberalpstock–Clariden–Schärhorn (13.I.A) der Osturner Alpen (Glarner Alpen i. w. S.)
  - im Osten Disentis –Val Medel bis zum Lukmanier 1915 m ü. M. – Valle Santa Maria nach Olivone – Val di Blenio nach Biasca (303 m ü. M.) → zur Kette Medel–Terri (10.III.A) der Adula-Alpen (Teil der Lepontinischen Alpen)
  - im Südosten: Valle Leventina über Airolo bis Osasco → zur Kette Campo Tencia–Zucchero–Madone Grosso (10.II.D) der Tessiner und Verbaner Alpen[6]
  - im Süden: Osasco – Valle Leventina/Val Bedretto bis Paltano[5] → zur Kette Basodino–Cristallina–Biela (10.II.A) der Tessiner und Verbaner Alpen[6]
  - im Südwesten/Westen: Paltano – Nufenen (2478 m ü. M.) – Ulrichen → zur Kette Monte Leone–Blinnenhorn (10.II.A) der Monte-Leone–Sankt-Gotthard-Alpen

Diese Gliederung entspricht der nach Diener ohne das Piz-Medel-Massiv. Die Nachbargruppen sind natürliche Bergzüge und finden sich unter anderen Namen ebenfalls verbreitet so.

Die Systematik der biogeographischen Regionen der Schweiz des BUWAL teilt entsprechend den Kantons- beziehungsweise Talungsgrenzen die Zentralalpen (4) aber am Furka-Pass und von der Alpensüdflanke (6) am Hauptkamm, sodass die nordwestlichen Teile des Gotthardmassivs (mit der Talung des Rhonegletschers) zu den Westlichen Zentralalpen (41/WA1), die Nordostteile zu den Östlichen Zentralalpen (42/WA2) und die Südabdachung zu den Südalpen (61/SA1) gerechnet werden.

## Gliederung
Das Gotthard-Massiv zerfällt in zwei Regionen, von denen eine westlich und eine östlich des Gotthardpasses liegt.
Die SOIUSA gliedert die Gruppe in:
- Gruppe Gallina-Rotondo-Lucendro im Westen (B.6)
  - Gruppe Pizzo Gallina (3061 m ü. M.) (B.6.a) mit dem Mittaghorn (3015 m)
  - Gruppe Pizzo Rotondo (3192 m) (B.6.b) mit dem Witenwasserenstock (3082 m)
  - Gruppe Pizzo Lucendro (2963 m) (B.6.c)
- Kette Pizzo Centrale-Piz Blas im Osten (B.7)
  - Gruppe Pizzo Centrale (2999 m) (B.7.a)
  - Gruppe Piz Blas (3019 m)(B.7.b)
- Gruppe Sole im Südosten (B.8)
  - Pizzo del Sole (2773 m) (B.8.a)
  - Pizzo Molare (2585 m) (B.8.b).

Die Abgrenzung der drei Untergruppen ist die Süd–Nord-Linie Tremolatal – Gotthard – Gotthardreuss respektive das vom Lago Ritóm ostwärts streichende Pioratal.
Die dritte, südöstliche Nebengruppe, die geologisch nicht mehr Teil des Massivs ist, gehört nach der SAC–Systematik zu den Tessiner Alpen. Die Berge um den Piz Medel zählt Diener zur Gotthardgruppe, der SAC zu den Bünder Alpen, die SOIUSA zu den Adula-Alpen.
Der SAC gliedert in  Muttenhörner und Saashörner, Blashorn – Pizzo Gallina, Pizzo Nero – Poncione di Cassina Baggio, Chüebodenhorn – Witenwasserenstock, Pizzo Lucendro – Winterhorn, Pizzo Centrale – Gemsstock, Piz Alv – Badus, Piz Borel – Piz Cavradi, Piz Blas – Piz Paradis, Piz Rondadura – Piz Gannaretsch.

## Geologie

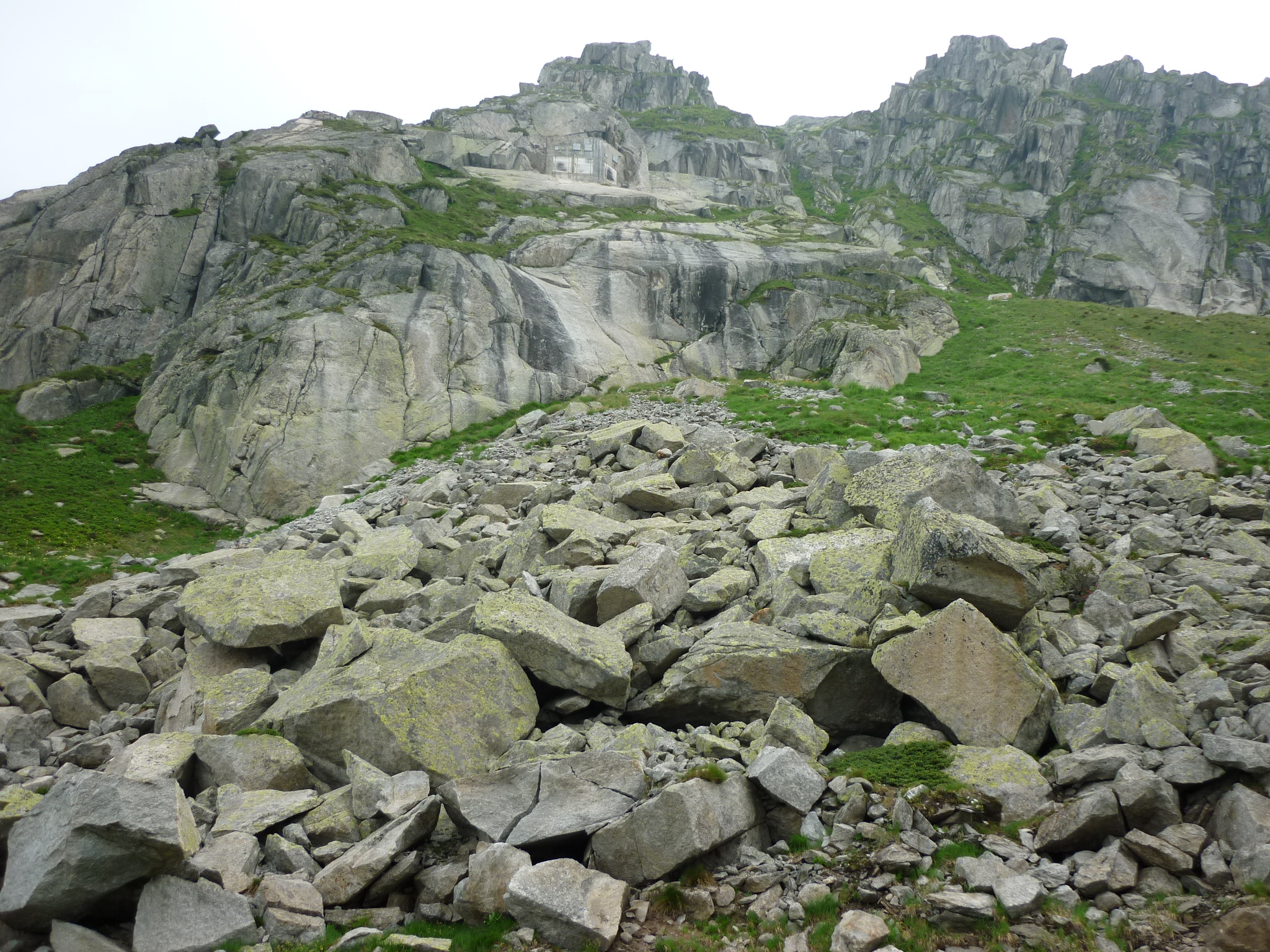
Petrologische Charakteristik des Gotthardmassivs (beim Hospiz mit Bunker der Festung Sasso da Pigna)

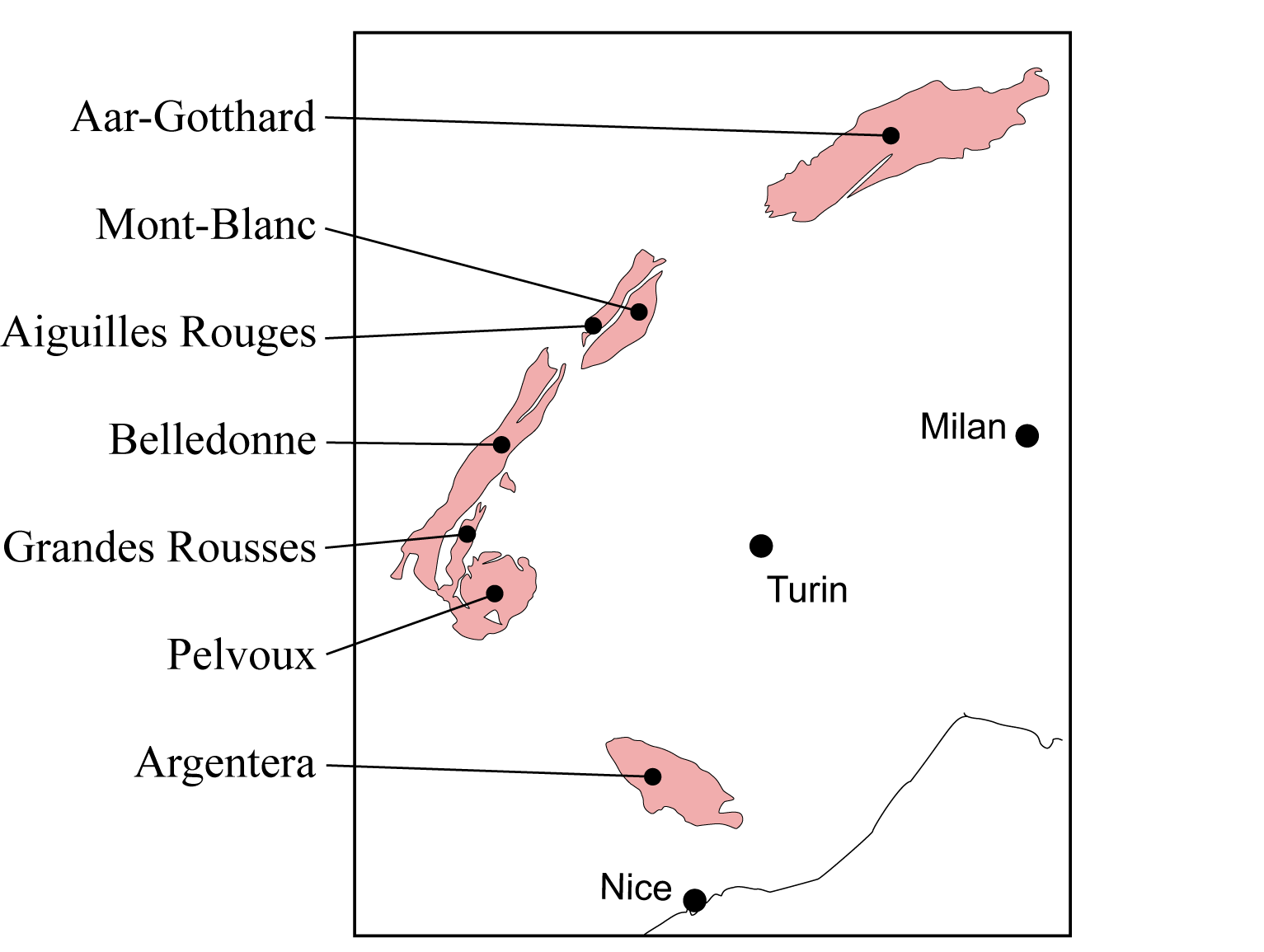
Zentralmassive der Alpen

Das Gotthardmassiv gehört neben dem Aarmassiv, dem Aiguilles Rouges-/Arpille-Massiv und dem Mont Blanc-Massiv zu den vier Zentralmassiven der Schweizer Alpen. Es wird geologisch als Zentralmassiv bezeichnet, weil es zwar als kristallines Grundgebirge gestaucht, aber nicht in den Bau der Helvetischen Decke einbezogen worden ist und deshalb als autochthon gilt. Die speziell intensive Gebirgsbildung beim Gotthardmassiv (hoher Metamorphosegrad, starke innere Verschieferung) hat zu fast senkrechten Kontakten (Gottharddecke mit senkrechten Strukturen) zu den helvetischen Sedimenten an den Massivrändern geführt.
An seinem Nordrand grenzt das Massiv an die Urserenzone des Mesozoikum. Diese trennt Aar- und Gotthardmassiv als steile, schmale Furche ab Brig-Glis längs des Rhone-Ursern-Vorderrheintales (Furkapass und Oberalp). Im Vorderrheintal schiebt sich noch das Tavetscher Zwischenmassiv (Bugnei-Hügel bei Sedrun) zwischen das Aarmassiv und die Urserenzone. Die Südgrenze des Gotthardmassivs verläuft über Brig, Oberwallis, Nufenenpass, Val Bedretto, Airolo, Val Canada, Val Piora, Piz Scopí, Greina, Piz Tgietschen, Piz da Vrin bis Obersaxen.
Das Massiv kann auf der Ost-West-Achse in die nördliche Paragneiszone, die zentrale Orthogneiszone und die südliche Paragneiszone gegliedert werden. Dazwischen und mehrheitlich in der Orthogneiszone liegen die Granitkörper von Rotondo, Fibbia, Gamsboden und Medelser/Cristallina. Auf dem ganzen Südrand liegen entweder triassische Gesteine oder Bündnerschiefer auf dem Kristallin des Gotthardmassivs.
Die vorherrschende Gesteinsart im Gotthardmassiv ist Gneis.
Johann Wolfgang von Goethe irrte sich bezüglich der Bodenstruktur in seiner Schrift Über den Granit: „Auf einem hohen nackten Gipfel sitzend und eine weite Gegend überschauend, kann ich mir sagen: Hier ruhst du unmittelbar auf einem Grunde, der bis zu den tiefsten Orten der Erde hinreicht, keine neuere Schicht, keine zusammengeschwemmte Trümmer haben sich zwischen dich und den festen Boden der Urwelt gelegt.“ Durch eine geologische Überschiebung liegt der Gneis im Gotthardmassiv über jüngeren Schichten, ähnlich wie beim Tauernfenster.
Albert Heim führte 1859 die geologische Bearbeitung des Blattes 14 Altdorf, Chur, Massstab 1:100'000, der Dufourkarte aus.
Eine umfassende geologische Untersuchung des Massivs nahm Karl von Fritsch um 1870 vor, als er noch Dozent am Zürcher Polytechnikum, der späteren ETH Zürich war. Seine geologische Karte des Gotthardmassivs von 1873 und sein Werk Das Gotthardgebiet bildeten eine wesentliche Grundlage für das Projekt des Eisenbahn-Gotthardtunnels, der von 1872 bis 1882 gebaut wurde.

## Strategische Bedeutung
Im Festungsgebiet Gotthard wurden bereits in den 1890er Jahren die ersten Festungen zur Sicherung der Nord-Süd-Verbindung angelegt (Festung Motto Bartola, Forte Airolo, Fort Hospiz). In diesem Raum befanden sich einige der wichtigsten Anlagen des Schweizer Reduits, grosse Festungsbauwerke wie die Festung San Carlo, die Festung Foppa Grande und die Festung Sasso da Pigna, die im Zweiten Weltkrieg nochmals stark ausgebaut oder neu erstellt wurden, um die Schweizer Alpen als Rückzugsraum der Armee gegen einen möglichen Einmarsch der deutschen und der italienischen Truppen zu verteidigen.

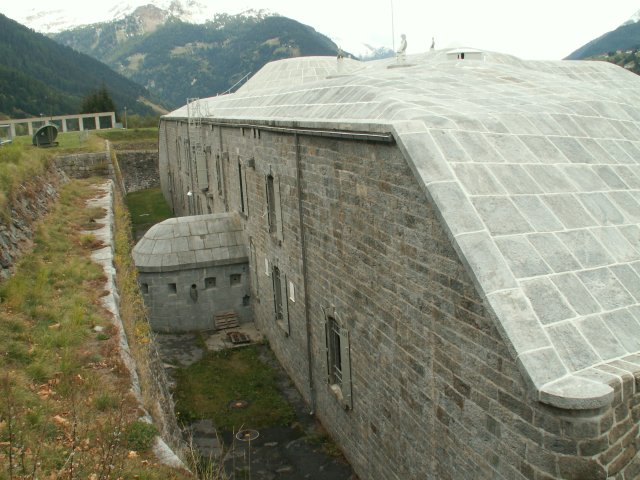
Forte Airolo
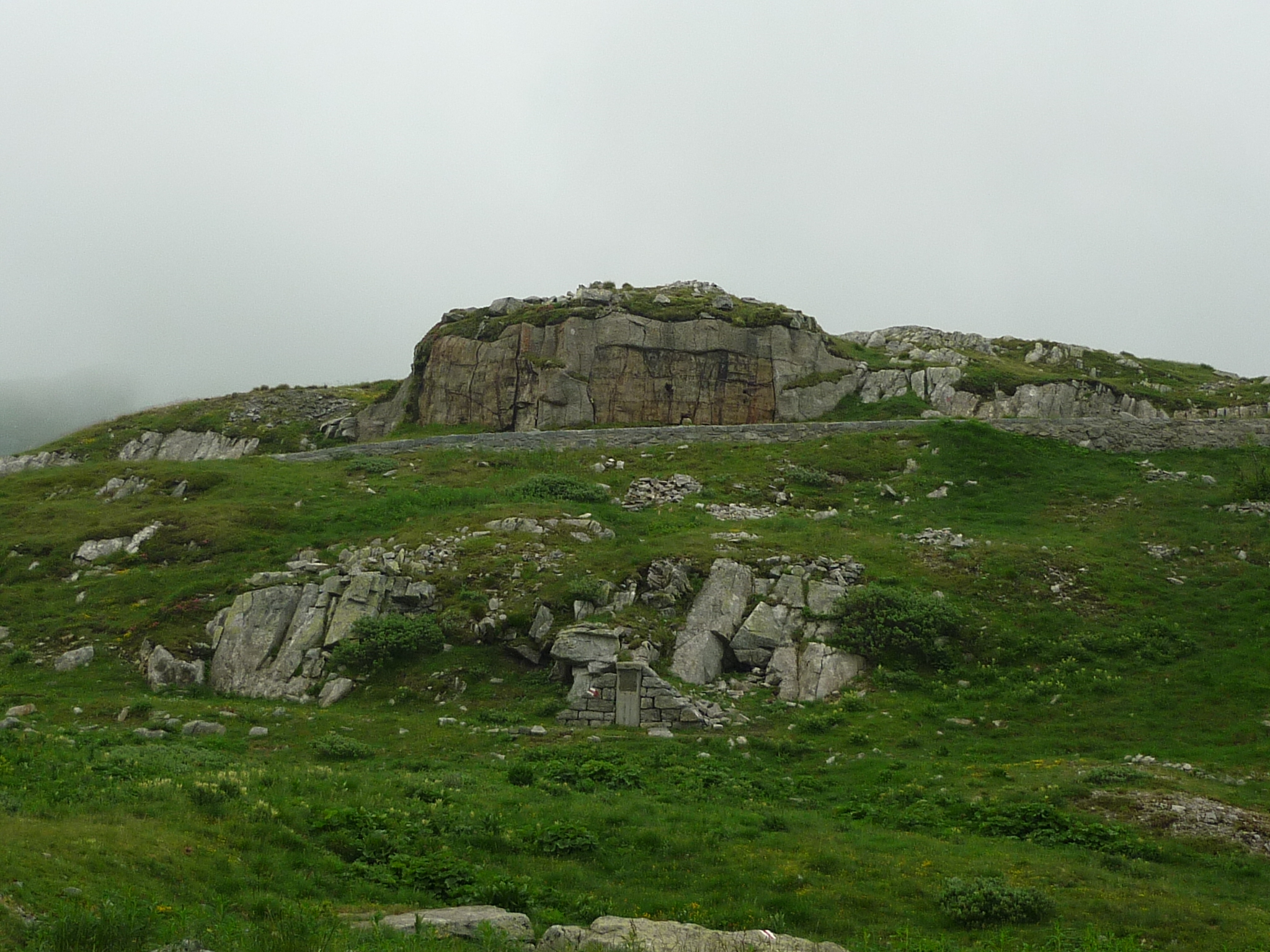
Bunker der Gotthardfestung Sasso da Pigna beim Lago della Sella

## Verkehrsachsen
Über das Gotthardmassiv führen in nord-südlicher Richtung der Gotthardpass (2108 m) und der Lukmanierpass (1984 m), in ost-westlicher Richtung die Route über den Oberalppass (2044 m), durch das Urserental und über den Furkapass (2431 m).
Durch das Gotthardmassiv sind der Eisenbahn-Scheiteltunnel (1882), der Gotthard-Strassentunnel (1980) und der Gotthard-Basistunnel (2016), der Eisenbahntunnel der NEAT, gebaut worden.

## Wasserscheidepunkte

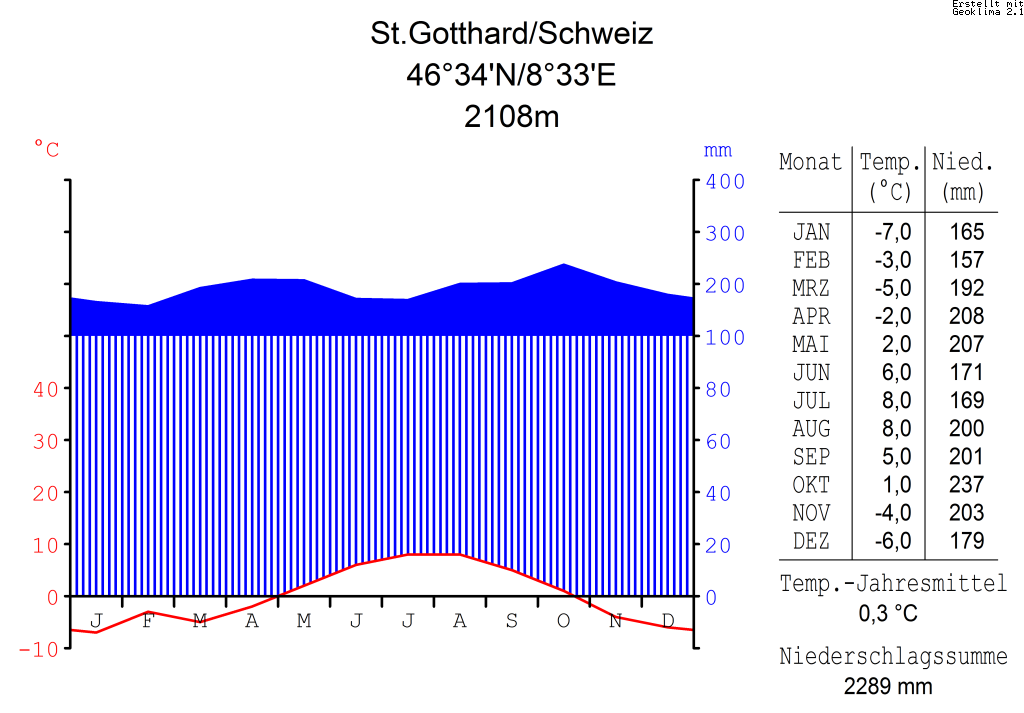
Klimadiagramm von St. Gotthard

Durch das Gotthardmassiv zieht sich die Europäische Hauptwasserscheide zwischen dem Mittelmeer und der Nordsee. Hier, nordöstlich des Pizzo Rotondo, liegt auch der Wasserscheidepunkt der Nordsee, des westlichen Mittelmeers und der Adria. Bei den Bergen des Gotthardmassivs entspringen im Osten die beiden Quellflüsse des Rheins (zur Nordsee und zum Atlantik), der Vorderrhein und der Hinterrhein, gegen Norden die Reuss, ein Nebenfluss der Aare, die bei Waldshut und Koblenz in den Rhein mündet, im Westen die Rhone, die beim Rhonegletscher beginnt und ins Mittelmeer mündet, sowie auf der Südseite der Tessin, ein Nebenfluss des Po, der in die Adria, einen Teil des Mittelmeers, fliesst.

## Tourismus

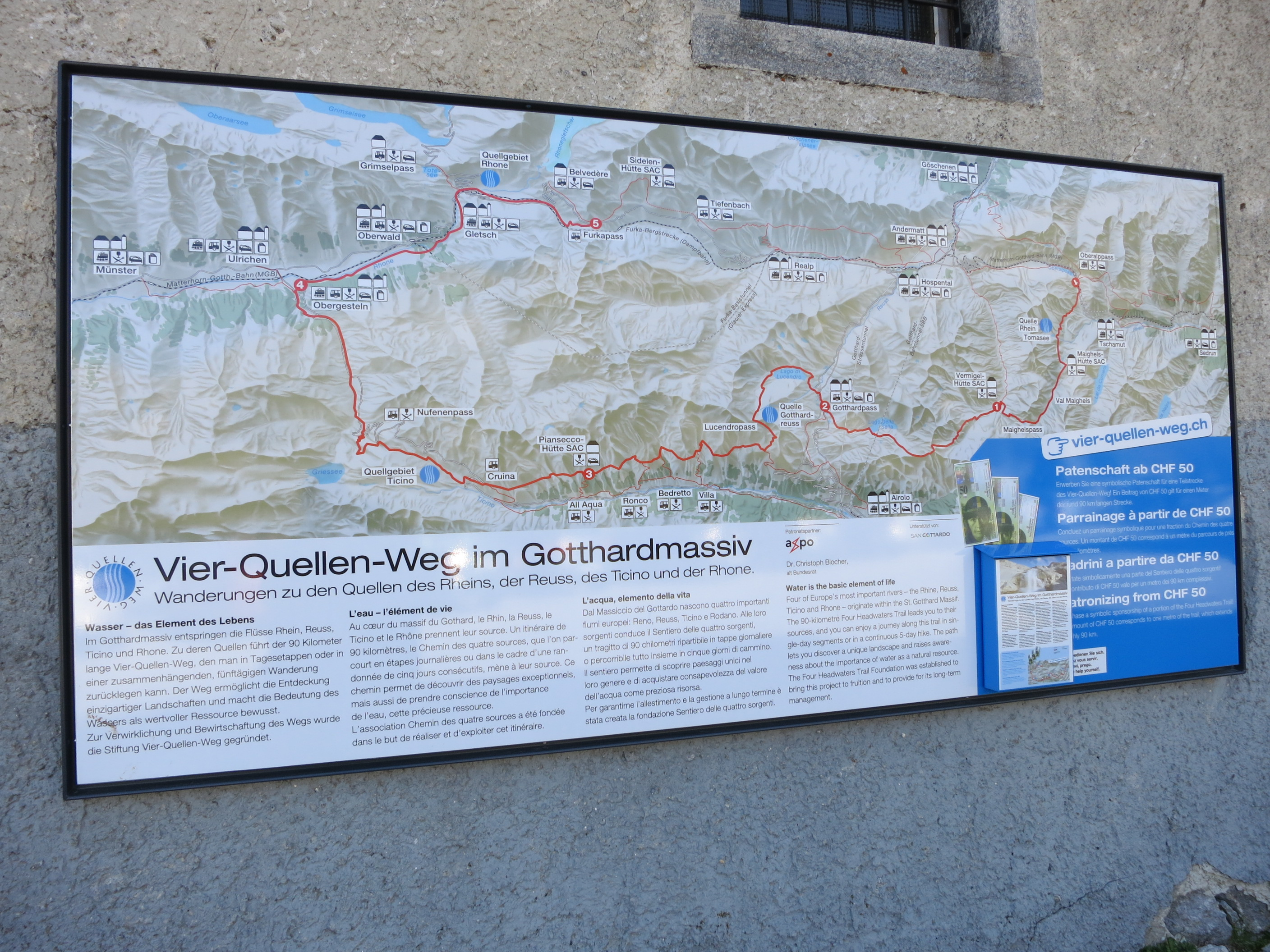
Übersichtstafel Vierquellenweg am Gotthard Hospiz

Der im August 2012 eröffnete Vier-Quellen-Weg ist ein 85 km langer Wanderweg im Gotthardmassiv, der in fünf Etappen zu den Quellen der vier Flüsse Rhein, Reuss, Tessin/Ticino und Rhône/Rotten führt.

## Reliefs
Etwa seit der Mitte des 19. Jahrhunderts werden Reliefs der Schweizer Berge für Schulen, Militärs und andere Zwecke erstellt. 2015 kam ein Gotthardmodell bei der Weltausstellung in Mailand (Expo) mit der CNC-Technik aus Granit gefräst hinzu. Das Relief besteht aus fünf nebeneinander liegenden Granitblöcken und entspricht in seiner Grösse von 5 Metern auf 3,20 Metern dem Massstab (1:25‘000) der Landeskarten der Landestopografie. Um diese Miniversion des Gotthards zu erstellen, war … die Hilfe von swisstopo, dem Geoinformationszentrum des Bundes, gefragt.

## Film
- Dokumentarfilm von Verena Schönauer: Mythos Gotthard (Untertitel: Pass der Pioniere). Deutschland, SWR, 2018, 90 Min. (Mit verschiedenen Forschern: Alexandra Binnenkade, Beat Frey, Hans Rudolf Fuhrer, Marcia Phillips, Johannes Rebsamen, Mauro Tonolla, Matthias Vollmer (Geograph). Auch das Fotoprojekt von Jean Odermatt wird vorgestellt.)